# Davy Tweed
Pour les articles homonymes, voir Tweed.
Pas d'image ? Cliquez ici

a Compétitions nationales et continentales officielles uniquement.

b Matchs officiels uniquement.
Dernière mise à jour le 12 mai 2024.
Davy Tweed, né le 13 novembre 1959 à Ballymoney (Irlande du Nord) et mort le 28 octobre 2021 dans le Comté d'Antrim (Irlande du Nord), est un ancien joueur international irlandais de rugby à XV, homme politique loyaliste, et reconnu coupable d'abus sexuel sur mineur.

## Biographie

### Carrière de rugbyman
Davy Tweed joue au rugby à XV au poste de deuxième ligne pour le club du Ballymena RFC, et pour l'équipe de la province de l'Ulster. En 1995, à l'âge de 35 ans, il honore sa première sélection en équipe d'Irlande lors d'un match du Tournoi des Cinq Nations contre la France à Dublin. Il devient alors le plus vieil international sélectionné par l'Irlande pour un match du Tournoi. Quelques mois plus tard, il est sélectionné pour disputer la Coupe du monde en Afrique du Sud. Au total, il compte quatre capes en équipe d'Irlande, et plus de trente apparitions pour l'Ulster.

### Engagement en politique
En dehors du rugby, il travaille dans les chemins de fer à Ballymoney, où il réside avec sa famille. Il possède un tatouage de l'Ulster Volunteer Force sur la cuisse, témoin de son engagement politique loyaliste. Il milite ainsi pour le Parti unioniste démocrate (PUD), défend le rattachement de l'Irlande du Nord au Royaume-Uni, et est élu conseiller régional en 1997.
En 2010, après l'alliance du PUD avec le Sinn Féin, il rejoint le parti du Traditionalist Union Voice (TUV).

### Condamnation pour agressions sexuelles sur mineur
Dans l'intimité familiale, il a régulièrement des accès de violence envers son épouse qu'il maltraite physiquement et psychologiquement et, comble de l'horreur, il abuse sexuellement de ses deux filles biologiques, Victoria et Catherine, et de sa belle-fille, Amanda Brown, dont la mère a épousé Tweed en 1984,.
En 2009, des camarades de classe d'Amanda portent plainte, mais Tweed est acquitté, alors que sa belle-fille et ses deux filles n'osent qu'à peine confesser leurs agressions. Révoltées par le verdict, ces dernières portent plainte à leur tour en 2012. À l'issue de son procès à huis clos, Tweed est condamné à huit ans de prison. Il est pourtant libéré au bout de quatre années pour un vice de procédure, sans que ses victimes ne soient prévenues de sa libération. Les trois femmes manquent de forces pour replonger dans un nouveau procès, et se refusent à saisir à nouveau la justice.
Le 28 octobre 2021, il meurt dans un accident de moto à l'âge de 61 ans. À sa mort, il reçoit les hommages de son parti du TUV, et les médias ne font que peu allusion à sa condamnation dans leurs articles. Pour la première fois à visage découvert, Amanda Brown alerte alors les crimes commis par Davy Tweed sur Facebook. Plusieurs articles sont publiés pour raconter sa version de l'histoire, ce qui mène à ce qu'aucune minute de silence ne soit organisée par la Fédération irlandaise de rugby à XV, à l'inverse de ses habitudes en cas de décès d'un de ses joueurs,.